# Floreta Faber
Floreta Faber (ur. 19 marca 1968 w Szkodrze) – albańska ambasador w Stanach Zjednoczonych.

## Życiorys
W 1990 roku ukończyła studia na Wydziale Ekonomicznym Uniwersytetu Tirańskiego. W latach 1993–1995 ukończyła dwuletnie studia Master of Science z marketingu międzynarodowego i strategii w Norweskiej Szkole Zarządzania w Oslo. Podczas studiów wzięła udział w wymianie i odbyła staż na Uniwersytetecie Stanu Waszyngton. Ukończyła studia magisterskie na Wydziale marketingu i zarządzania operacyjnego Uniwersytetu Marin Barleti w Albanii.
W latach 1990–1993 Faber pracowała w swojej rodzinnej miejscowości w lokalnej Izbie Handlowej, Regionalnej Agencji Biznesu i firmie importowo-eksportowej. W latach 1995–2000 pracowała dla Deloitte & Touche w Tiranie i Pradze. Od momentu otwarcia w 2000 roku Amerykańskiej Izby Handlowej w Albanii zajmującej się rozwojem inwestycji i relacji biznesowych z USA pełniła funkcję jej dyrektora wykonawczego.
W 2015 roku została przez ówczesnego prezydenta Bujara Nishaniego mianowana ambasadorem rezydentem Albanii w Stanach Zjednoczonych. Równocześnie pełni funkcję ambasadora Albanii w Meksyku, Panamie i Dominikanie. Swoje listy uwierzytelniające przekazała prezydentowi Barakowi Obamie 18 maja 2015 roku.

## Życie prywatne
Wyszła za mąż za lekarza dr Edmonda Fabera. Mają dwójkę dzieci: córkę Kesli (ur. 2000) i syna Klinta (ur. 2003).